# William Hall
William Hall es un deportista canadiense que compitió en vela en la clase Soling.
Ganó cuatro medallas en el Campeonato Mundial de Soling entre los años 2012 y 2023, y dos medallas en el Campeonato Europeo de Soling, en los años 2014 y 2016.

## Palmarés internacional
| Campeonato Mundial | Campeonato Mundial         | Campeonato Mundial | Campeonato Mundial |
| Año                | Lugar                      | Medalla            | Clase              |
| ------------------ | -------------------------- | ------------------ | ------------------ |
| 2012               | Milwaukee (Estados Unidos) | Medalla de oro     | Soling             |
| 2013               | Balatonfüred (Hungría)     | Medalla de plata   | Soling             |
| 2014               | Punta del Este (Uruguay)   | Medalla de oro     | Soling             |
| 2023               | Milwaukee (Estados Unidos) | Medalla de bronce  | Soling             |
| Campeonato Europeo |                            |                    |                    |
| Año                | Lugar                      | Medalla            | Clase              |
| 2014               | Quiberon (Francia)         | Medalla de plata   | Soling             |
| 2016               | Traunsee (Austria)         | Medalla de bronce  | Soling             |

1. ↑  En algunas ediciones del Campeonato Europeo se permitió la participación de regatistas de otros continentes.